# Estrella Díaz
Estrella Díaz Haro (Málaga, 19 de febrero de 1968) es una exfutbolista, entrenadora y dirigente española. Defendió la portería del Club Atlético Málaga, antecesor del Málaga CF Femenino, con el que logró el histórico triplete de títulos nacionales (Liga, Copa de la Reina y Supercopa de España) en la temporada 1997-98.
Tras su retirada siguió vinculada al club como técnica y, el 16 de junio de 2025, fue nombrada directora deportiva del Málaga CF Femenino.

## Trayectoria deportiva
Se incorporó al recién creado Atlético Málaga a comienzos de la década de 1990 y obtuvo el ascenso a la Primera División en 1995. Como guardameta titular fue pieza clave en la conquista de la Liga, la Copa de la Reina y la Supercopa de España de 1998, el primer triplete logrado por un club femenino español.
Se retiró de la competición a principios de los años 2000, tras dos temporadas en el Puebla, siendo ya considerada un referente del fútbol femenino andaluz.

### Palmarés como jugadora
- Liga española: 1997-98[1]
- Copa de la Reina: 1998[1]
- Supercopa de España: 1998[1]

## Carrera como entrenadora y directiva
Después de obtener la licencia UEFA Pro, se integró en la cantera del Málaga CF dirigiendo equipos femeninos cadete y el filial, con el que logró el campeonato de la 2.ª Andaluza Sénior y el ascenso a Tercera Federación en la campaña 2024-25.
El 16 de junio de 2025 fue ascendida a directora deportiva del Málaga CF Femenino, responsabilidad que compagina con la dirección técnica del equipo filial.

## Trayectoria fuera del terreno de juego
Díaz participa activamente en iniciativas de promoción de la igualdad de género y el deporte femenino. El 8 de marzo de 2025 intervino como ponente en la jornada «Un 8M muy blanquiazul», organizada por la Fundación Málaga CF.